# Jeanne Bieruma Oosting
Adriana Johanna Wilhelmina, conhecida como Jeanne Bieruma Oosting (1898–1994) foi uma escultora, gravadora, artista gráfica, litógrafa, ilustradora, artista em vidro, pintora, ilustradora e designer de livros holandesa.